# LIQUIDROOM
LIQUIDROOM，是位于日本东京都涩谷区的一个livehouse，以进行音乐演出为主。1994年7月在新宿区开业，2004年1月关闭，2004年7月搬至涩谷区重新开张。

## 简介
1994年在新宿区歌舞伎町开业，可以进行通宵活动，有不少的国内外艺人都曾在此举办演出。也会进行俱乐部活动及职业摔角等。2004年关闭。此后该场地新开为新宿FACE。
2004年7月搬至距涩谷区惠比壽站西口步行3分钟距离的办公区，以“LIQUIDROOM ebisu”名义重新开业。

## 设施
最初在新宿区的场地约可进场700人。现涩谷区场地约可进场1000人。
2层设有商店、咖啡馆、休息室等。